# Tokyo Skytree
Tokyo Skytree (яп. 東京スカイツリー то:кё: сукай цури:, досл. Токийское небесное дерево) — телевизионная башня в районе Сумида, Токио, Япония, самая высокая среди телебашен мира и третье по высоте сооружение в мире после «Бурдж-Халифа» и «Merdeka 118».

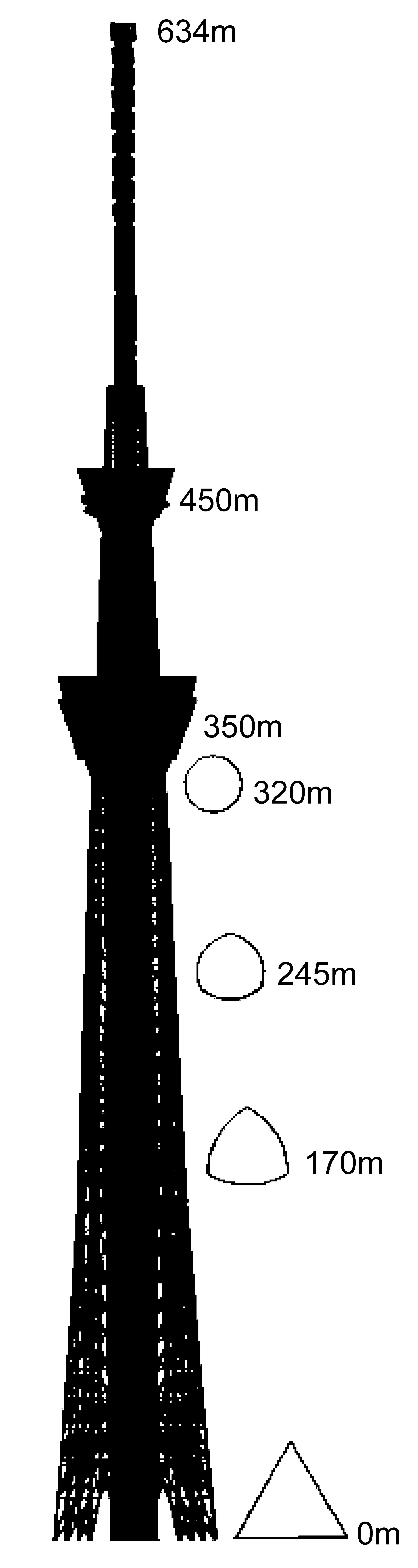

Общая высота телебашни вместе с антенной составляет 634 метра (причём 163 метра приходятся на антенну), что почти в два раза выше Токийской телевизионной башни; высота башни была выбрана так, чтобы цифры: 6 (на старом японском «му»), 3 («са»), 4 («си») были созвучны «Мусаси» — названию исторической области, где находится современный Токио.
Строительство закончено в 2012 году. 
Во время строительства башня была известна под названием Новая Токийская башня. Название «Tokyo Sky Tree» было выбрано по итогам конкурса, который проходил в интернете с апреля по май 2008 года.

## История
В июле 2011 года всё телевидение Японии должно было перейти в цифровой формат, но Телевизионная башня Токио оказалась недостаточно высока для того, чтобы осуществлять передачу на верхние этажи некоторых небоскрёбов. По этой причине была построена более высокая башня — Tokyo Skytree.
Строительство началось в июле 2008 года. Скорость строительства составляла 10 метров в неделю.
23 мая 2011 года начался демонтаж кранов, которые использовались для строительства. Само строительство башни завершилось 29 февраля 2012 года, а 22 мая состоялось открытие. 
Изначально открытие башни должно было состояться в декабре 2011 года, но после землетрясения строительство замедлилось из-за нехватки средств.

## Архитектурные особенности
Имеются две наблюдательные площадки: одна на высоте 350 м (вместимостью 2000 человек), другая на высоте 450 м (вместимостью 900 человек). 
На верхней площадке есть спиральный проход с остеклённым полом, по которому посетители могут подняться вплоть до последних 5 метров высшей точки платформы; стеклянный пол открывает посетителям вид на улицы прямо под их ногами.
Также, при создании башни была разработана специальная система, компенсирующая, по словам архитекторов, до 50 % силы подземных толчков при землетрясениях.
Были учтены конструктивные особенности пятиярусной пагоды в Наре, являющейся самым старым деревянным зданием в мире, благодаря своей устойчивости к землетрясениям и прочим природным явлениям.
Tokyo Skytree по высоте всего лишь на 12 метров ниже ныне несуществующей Варшавской радиомачты, высота которой составляла 646,6 м и которая в 1974-1991 гг. была высочайшим в мире сооружением подобного рода.

### Дизайн
Дизайн башни был представлен публике 24 ноября 2006 года и основывался на трёх концепциях:
- неофутуристический[11][12] облик должен сочетаться с традиционной японской эстетикой
- башня призвана вдохнуть жизнь в ту часть города, где она расположена
- повышенное внимание к вопросам безопасности и устойчивости во время стихийных бедствий

Tokyo Skytree также напоминает пятиярусную пагоду, что хорошо сочетается с историческим районом Асакуса на другом берегу реки. Основание башни напоминает штатив; с высоты примерно 350 м она имеет цилиндрическую форму, позволяющую наслаждаться панорамными видами реки и города.. 
Цвет
Внешние элементы конструкции башни окрашены в цвет, официально именуемый «Белый Skytree». Этот оригинальный цвет основан на иссиня-белом традиционном японском цвете, называемом айдзиро (яп. 藍白)

### Подсветка
Имеются два образца подсветки — небесно-голубой Ики (оригинальный, стильный) и пурпурный Мияби (элегантный, утончённый), которые сменяют друг друга через день. Подсветка башни осуществляется при помощи светодиодов. Дизайн подсветки был представлен 16 октября 2009 года.

## Использование
Башня в основном используется для цифрового теле- и радиовещания, мобильной телефонной связи и навигационных систем. 
Кроме того, она является популярным туристическим объектом: в телебашне можно посетить 2 обзорные площадки, а также там открыто большое количество бутиков и несколько ресторанов, а у подножия башни построен мини-комплекс с крупной торговой зоной, аквариумом и планетарием.

### Телевещание и радиовещание
Башня приняла большинство функций Телевизионной башни Токио, кроме того со временем объём вещания будет увеличен вдвое, а за счёт того, что вещание осуществляется с высоты, превышающей 600 метров, зона вещания для формата 1seg (формат для передачи цифрового телевидения на мобильные телефоны и терминалы) будет значительно расширена.

#### Телевещательные компании
| Канал | Название канала                          | Callsign | Мощность сигнала | Территория вещания |
| ----- | ---------------------------------------- | -------- | ---------------- | ------------------ |
| 1     | NHK General TV / NHK G (GTV)             | JOAK-DTV | 10 кВт           | «Большой Токио»    |
| 2     | NHK Educational TV / NHK E (ETV)         | JOAB-DTV | 10 кВт           | Канто              |
| 4     | Nippon Television / Nittele (NTV)        | JOAX-DTV | 10 кВт           | Канто              |
| 5     | TV Asahi / Tele-Asa (EX)                 | JOEX-DTV | 10 кВт           | Канто              |
| 6     | TBS                                      | JORX-DTV | 10 кВт           | Канто              |
| 7     | TV Tokyo / Teleto (TX)                   | JOTX-DTV | 10 кВт           | Канто              |
| 8     | Fuji Television (CX)                     | JOCX-DTV | 10 кВт           | Канто              |
| 9     | Tokyo Metropolitan Television / Tokyo MX | JOMX-DTV | 3 кВт            | Токио              |

#### Радиовещание
| Частота  | Название станции | Callsign | Мощность | ERP    | Территория вещания |
| -------- | ---------------- | -------- | -------- | ------ | ------------------ |
| 81.3 МГц | J-Wave           | JOAV-FM  | 7 кВт    | 57 кВт | Токио              |
| 82.5 МГц | NHK Токио FM     | JOAK-FM  | 7 кВт    | 57 кВт | Токио              |

## Галерея

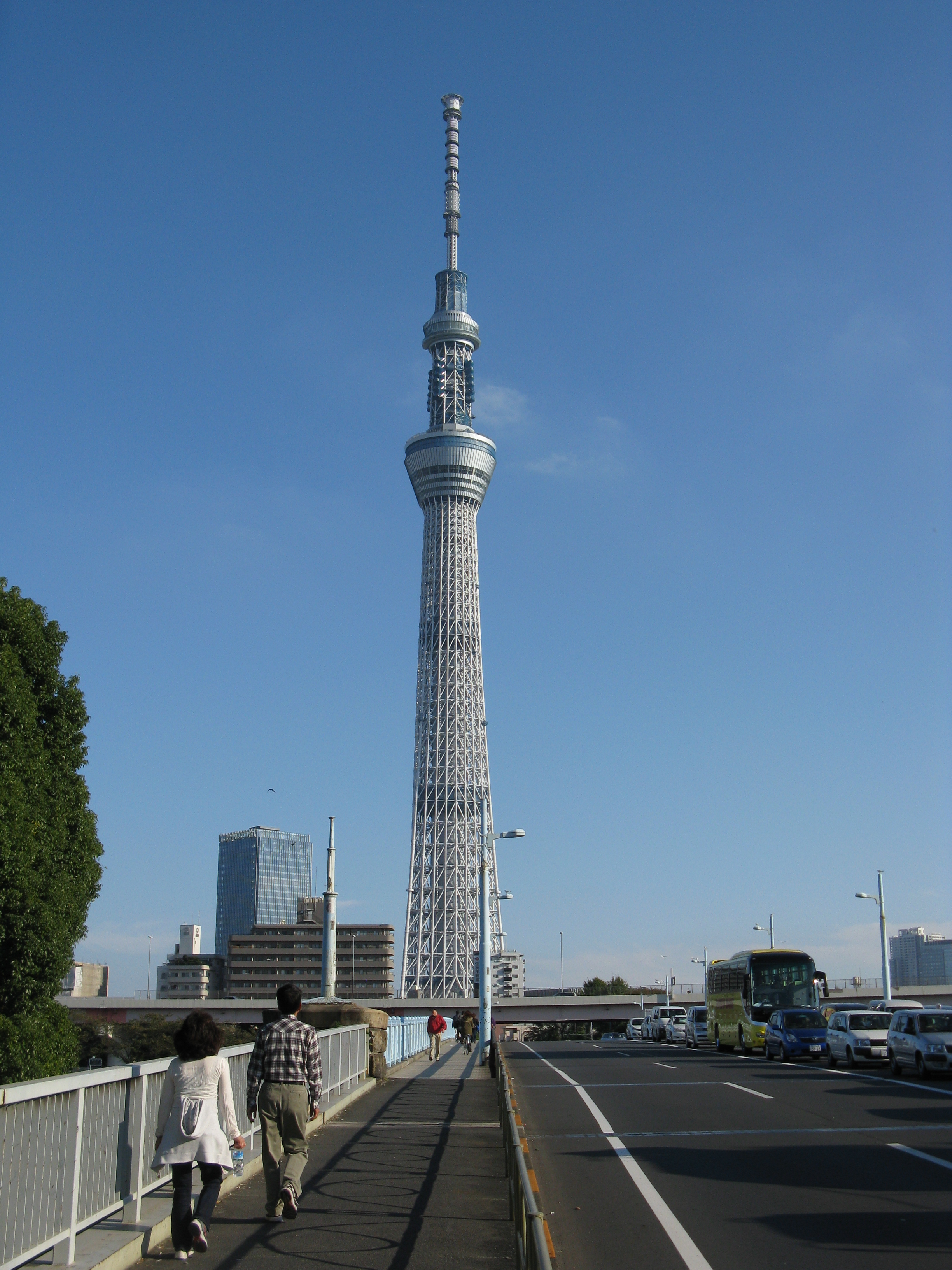
Телебашня в октябре 2011 года
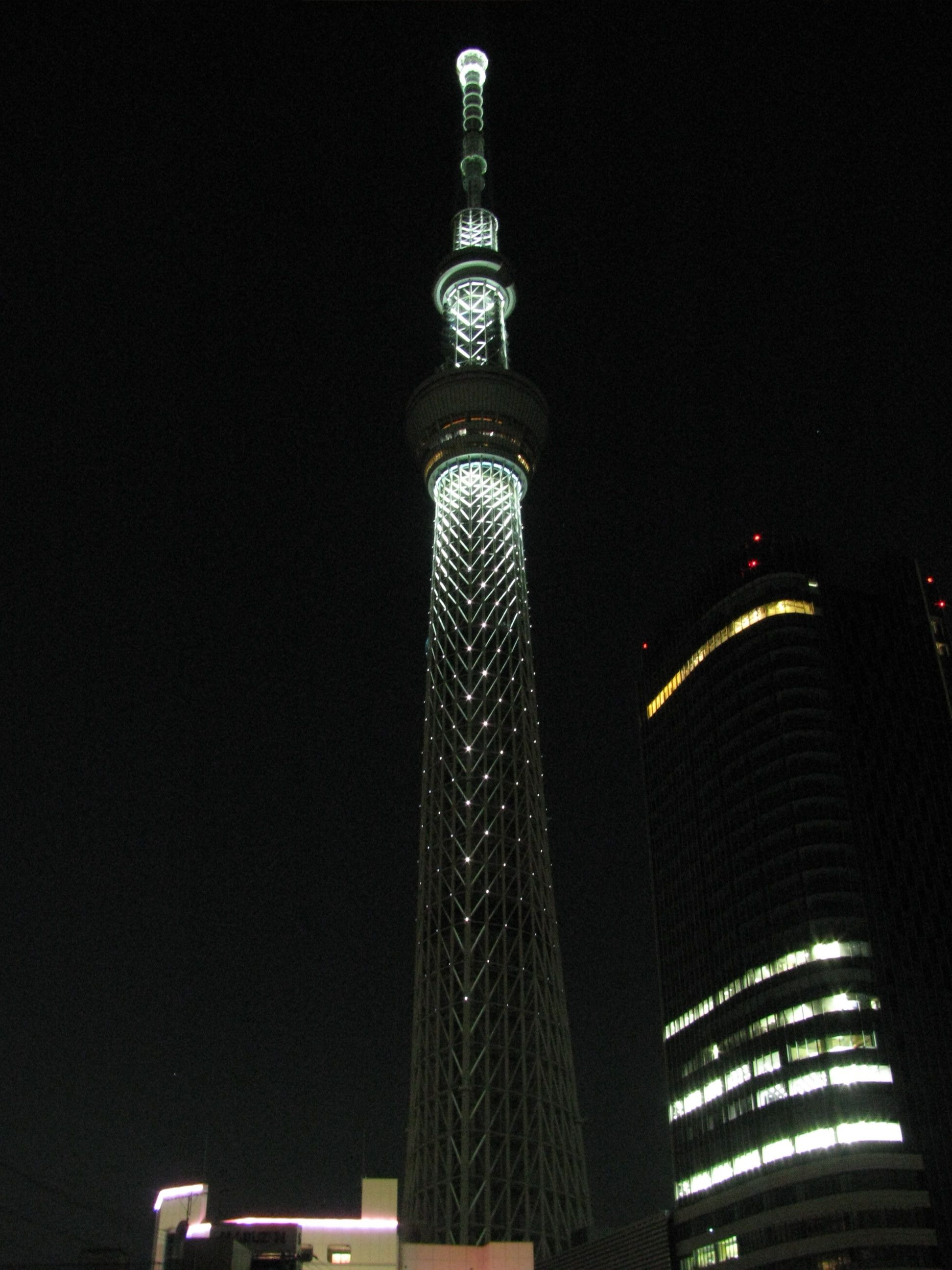
Телебашня ночью (декабрь 2011 года)
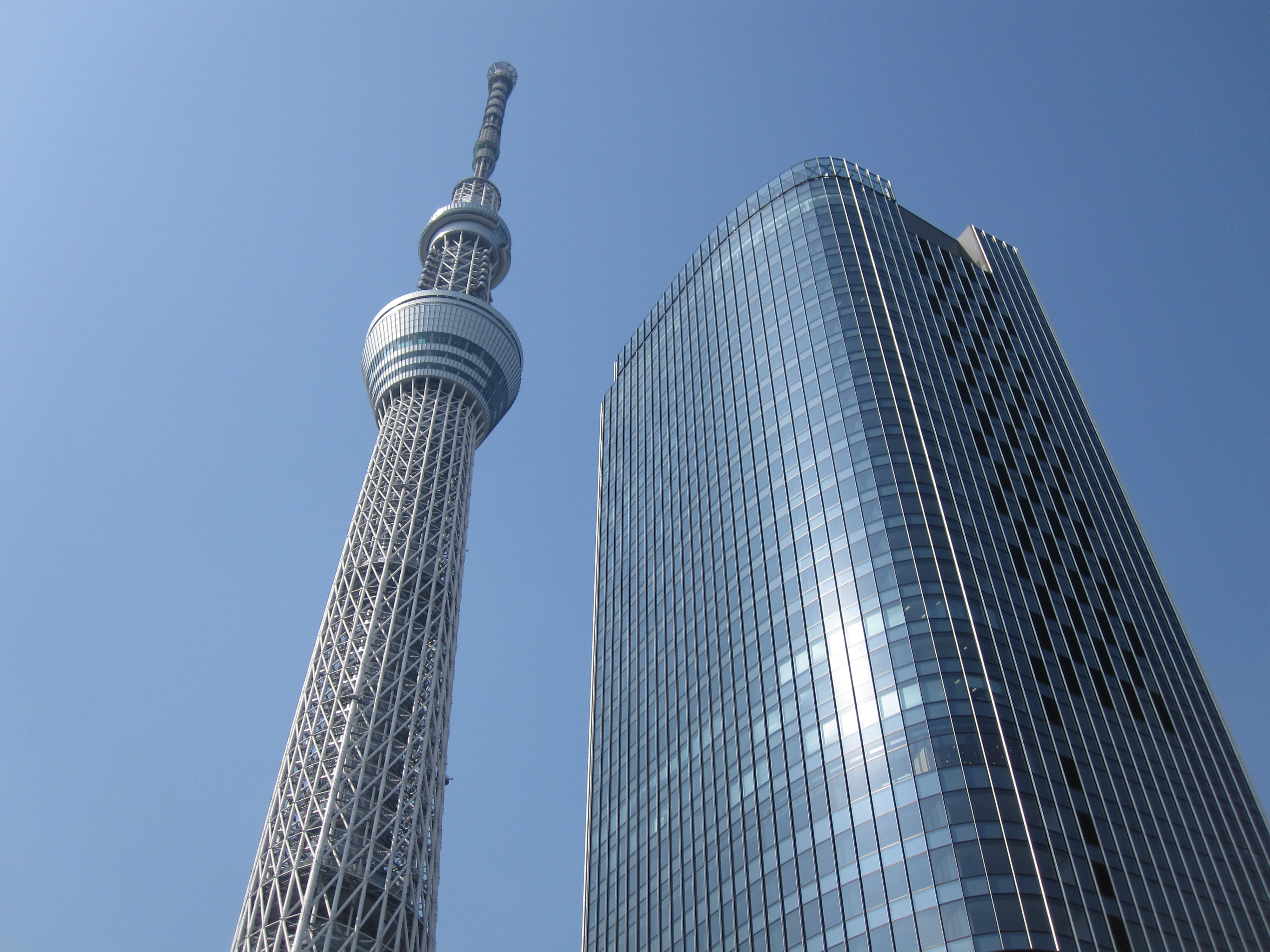
Телебашня и Tokyo Sky Tree East Tower (более низкая часть комплекса)
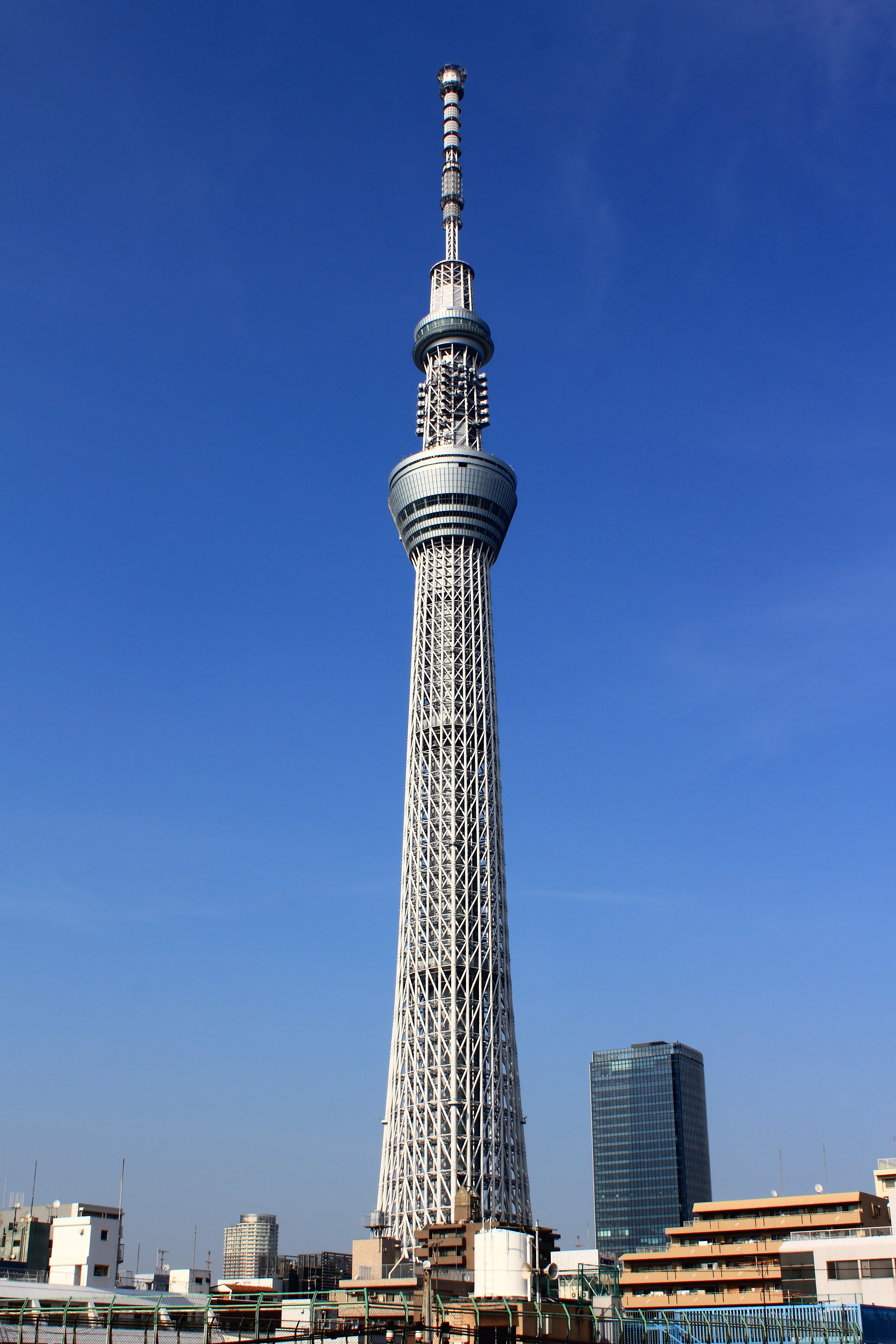
Достроенная телебашня в мае 2012 года
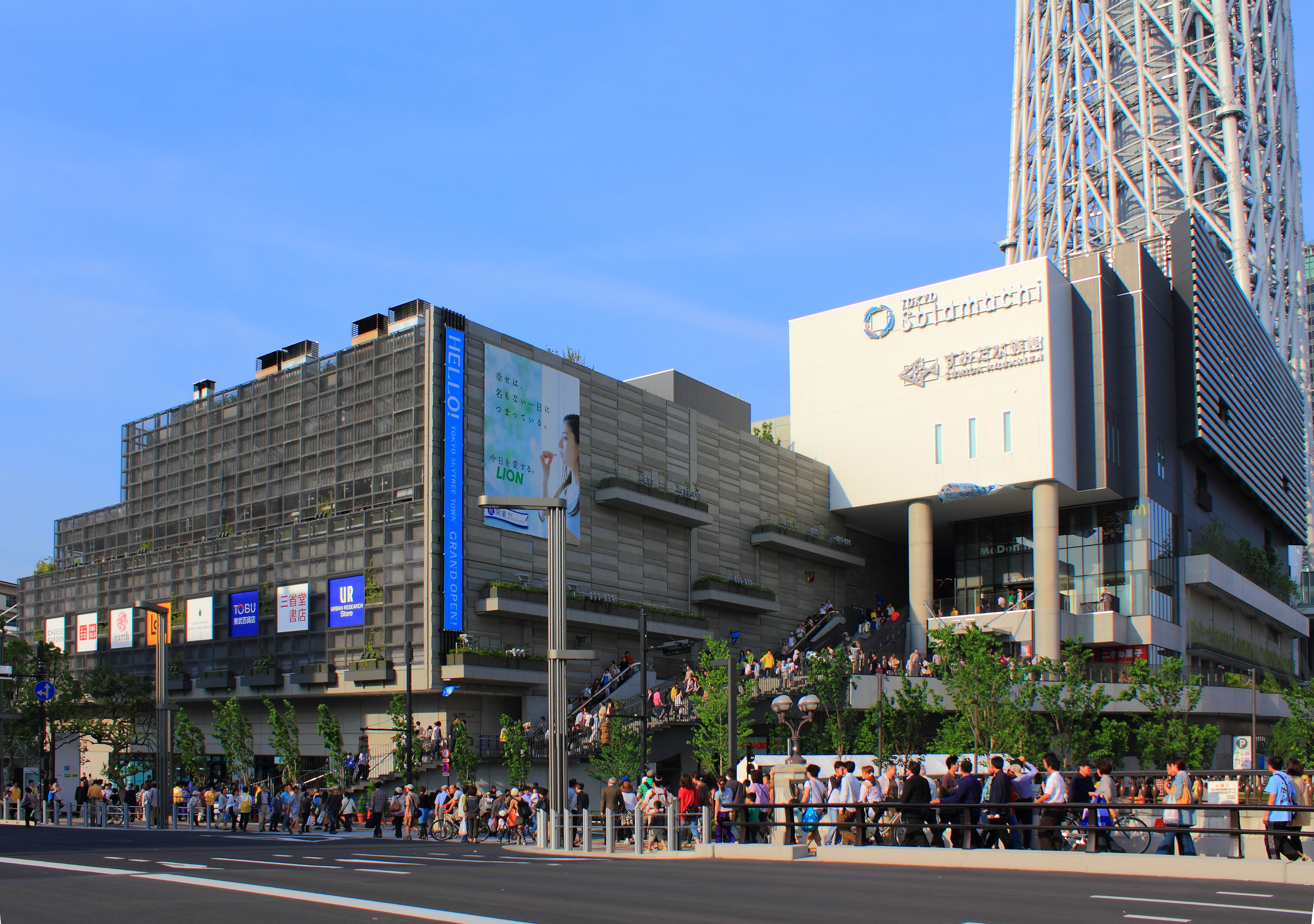
Торговый центр Tokyo Soramachi, расположенный вблизи подножия телебашни